# ريباميبيد
ريباميبيد (Rebamipide) حمض أميني مشتق من 2-(1H)- كينولينون، يستخدم لحماية الغشاء المخاطي، التئام القرحات المَعِدِيٌّة والإِثْناعَشَرِيّة، وفي علاج التهاب المعدة.

## الاستخدامات
- الاستخدام الرئيسي له في: المعالجة طويلة الأمد لداء بهجت (Behcet's disease)، القرحات القلاحية الفموية المتكررة، آفّات الجلد، الْتِهابُ العِنَبِيَّة، القرحات التناسلية.
- يعمل عن طريق تعزيز الدفاع المخاطي، التخلص من الجذور الحرة، والتفعيل المؤقت لجينات ترميز السيكلوأكسيجناز 2
- ظهرت الدراسات أن الريباميبيد يمكنه مقاومة الآثار الضارة لمضادات الالتهاب اللاستيروئيدية على الغشاء المخاطي GIT، وحديثا، الأمعاء الدقيقة.
- إنه عامل حامي للمعدة وهو يكون عادة جيد التحمل من قبل معظم المرضى وسهل الإدخال.
- قد تبين أنه علاج ناجح لعلاج التهاب الجَيبات وذلك في دراسات N المفردة، بعد فشل علاجات الخط الأول في علاج الحالة. أظهرت بعض الدراسات فعاليته في فقدان السمع المرتبط بالعمر presbyacusis.

## الجرعة والإعطاء
1. يستخدم فقط كما يُنصح به من قبل طبيبك.أو أخذه بالخروج عن إرشادات الطبيب يمكن أن يسبب تأثيرات جانبية حادة.
2. ريباميبيد النموذجي يؤخذ 3 مرات كل يوم، مرة في الصباح ومرة بعد الظهيرة والأخيرة في المساء قبل وقت النوم. طول الوصفة الشائع هو أسبوع واحد.

## الآثار الجانبية
- غثيان وإقياء.
- ألم بطني وانزعاج معدي.
- إسهال.
- مشاكل هضمية.
- ألم عضلي معمم.
- زيادة خطر الإصابة بالخثار.

تم الإبلاغ عن الآثار الجانبية من المرضى المستخدمين للريباميبيد Rebamipide. إذا كنت تعاني من أي آثار جانبية، أبلغ الطبيب في أقرب وقت ممكن.

## التحذيرات
- لا ينبغي أن يستخدم ريباميبيد عند الحوامل، أو أثناء الرضاعة الطبيعية. وقد ثبت أن يمر عبر حليب الثدي، مما يهدد صحة الطفل.
- ينبغي على المسنين والأطفال عدم استخدام الريباميبيد إلا إذا تم النصح باستخدامه بشكل مخصص على أنه آمن من قبل الطبيب الخاص.
- أعلم طبيبك دائما عن أية أدوية أخرى تأخذها، أو بدأت بأخذها. وهذا يتضمن الأدوية التي تصرف من دون وصفة طبية، الفيتامينات، المعادن، وأي نوع من المكملات الغذائية.
- قم بإبلاغ طبيبك إذا كنت مدخناً، أو إذا كنت تستهلك كميات أكثر من الكميات القليلة النظامية من الكحول.